# Lucifera
Lucifera was de eerste single van de Nederlandse band Lemming.

## Geschiedenis
Het lied was een voorloper op de langspeelplaat Lemming, die pas in 1975 uitkwam. De band speelde destijds hardrock met een kleine neiging naar gothic toe. Het lied was nogal theatraal en zo ook het Toppop-filmpje. Lemming hield er eind 1975 mee op, maar kwam in 2002 terug en nam het nummer opnieuw op, toen onder de nieuwe naam The Lemming.
De titel verwijst slechts gedeeltelijk naar de duivel; de belangrijkste inspiratiebron was de pikante comicreeks Lucifera. Onderdeel van de band was destijds een danseres van wie de bühnenaam ook Lucifera was. Ook een verzamelalbum van de band werd naar Lucifera genoemd.
Richard de Bois was wel wat gewend aan theater in muziek; hij was ook betrokken bij de Dizzy Man's Band.

## Hitnotering

### Nederlandse Top 40
| Hitnotering: week 49/1973 t/m 4/1974 | Hitnotering: week 49/1973 t/m 4/1974 | Hitnotering: week 49/1973 t/m 4/1974 | Hitnotering: week 49/1973 t/m 4/1974 | Hitnotering: week 49/1973 t/m 4/1974 | Hitnotering: week 49/1973 t/m 4/1974 | Hitnotering: week 49/1973 t/m 4/1974 | Hitnotering: week 49/1973 t/m 4/1974 | Hitnotering: week 49/1973 t/m 4/1974 | Hitnotering: week 49/1973 t/m 4/1974 |
| Week:                                | 1                                    | 2                                    | 3                                    | 4                                    | 5                                    | 6                                    | 7                                    | 8                                    |                                      |
| ------------------------------------ | ------------------------------------ | ------------------------------------ | ------------------------------------ | ------------------------------------ | ------------------------------------ | ------------------------------------ | ------------------------------------ | ------------------------------------ | ------------------------------------ |
| Positie:                             | 34                                   | 27                                   | 21                                   | 20                                   | 19                                   | 23                                   | 30                                   | 38                                   | uit                                  |

### NederlandseDaverende 30
| Hitnotering: 22-12-1973 t/m 18-1-1974 | Hitnotering: 22-12-1973 t/m 18-1-1974 | Hitnotering: 22-12-1973 t/m 18-1-1974 | Hitnotering: 22-12-1973 t/m 18-1-1974 | Hitnotering: 22-12-1973 t/m 18-1-1974 |
| Week:                                 | 1                                     | 2                                     | 3                                     |                                       |
| ------------------------------------- | ------------------------------------- | ------------------------------------- | ------------------------------------- | ------------------------------------- |
| Positie:                              | 21                                    | 25                                    | 25                                    | uit                                   |

### BelgischeBRT Top 30
| Hitnotering: 2-2-1974 t/m | Hitnotering: 2-2-1974 t/m | Hitnotering: 2-2-1974 t/m | Hitnotering: 2-2-1974 t/m | Hitnotering: 2-2-1974 t/m | Hitnotering: 2-2-1974 t/m |
| Week:                     | 1                         | 2                         | 3                         | 4                         |                           |
| ------------------------- | ------------------------- | ------------------------- | ------------------------- | ------------------------- | ------------------------- |
| Positie:                  | 28                        | 16                        | 17                        | 29                        | uit                       |